# Saga cappadocica
Saga cappadocica är en insektsart som beskrevs av Werner 1903. Saga cappadocica ingår i släktet Saga och familjen vårtbitare. Inga underarter finns listade i Catalogue of Life.